# ونسا کارلتن
ونسا لی کارلتن (به انگلیسی: Vanessa Lee Carlton) (زاده ۱۶ اوت ۱۹۸۰) خواننده و آهنگساز آمریکایی است. نخستین تک‌آهنگ او به نام یک‌هزار مایل در سال ۲۰۰۱ در جایگاه پنجم ۱۰۰ آهنگ داغ بیلبورد قرار گرفت و موجب شهرت وی گردید. کارلتن تا سال ۲۰۱۱ چهار آلبوم استودیویی منتشر کرد.

## زندگی

### زندگی شخصی
کارلتن در جریان رژه دگرباشان نشویل در سال ۲۰۱۰ اعلام کرد که دوجنس‌گراست و به این موضوع افتخار می‌کند.